# Валя-Бирлуцешть
Валя-Бирлуцешть, Валя-Бирлуцешті (рум. Valea Bârluțești) — село у повіті Алба в Румунії. Входить до складу комуни Могош.
Село розташоване на відстані 302 км на північний захід від Бухареста, 34 км на північний захід від Алба-Юлії, 58 км на південний захід від Клуж-Напоки.

## Населення
За даними перепису населення 2002 року у селі проживала 41 особа, усі — румуни. Усі жителі села рідною мовою назвали румунську.